# Nowe Misto (obwód czerkaski)
Nowe Misto (ukr. Нове Місто) – wieś na Ukrainie, w obwodzie czerkaskim, w rejonie humańskim.
W 2001 liczyła 3639 mieszkańców, wśród których 3602 jako ojczysty język wskazało ukraiński, 32 rosyjski, 3 mołdawski, a 2 białoruski.